# Lee Joo-myung
Lee Joo-myung (en hangul, 이주명; nacida el 1 de diciembre de 1993) es una actriz y modelo surcoreana.

## Carrera
Lee Joo-myung empezó su carrera apareciendo en vídeos musicales y reportajes de moda. Su primer trabajo fue el vídeo de la canción 떠나 지마 (No te vayas) de Yang Da-il, en 2016. Su debut como actriz se produjo en la serie de KBS2 My Fellow Citizens!, en 2019, con el papel secundario de Hwang Seung-yi, una compañera y alumna de un estafador que ha aprendido sus trucos.
En 2020 fue elegida como modelo por la marca de maquillaje Hince. También tuvo una breve aparición, como la novia del protagonista Kim Jun-wan, que se presenta ebria ante él, en el primer episodio de Pasillos de hospital. En ese mismo año tuvo papeles de reparto en Missing: The Other Side y Kairos. Su trabajo en esta última le valió ser candidata a mejor actriz revelación en los Premios MBC Drama.
En 2021 apareció en otras dos series, Check Out the Event y Now, We Are Breaking Up. En la primera es Jang Ru-ri, profesora de francés y teclista de un grupo pop. En esta última su personaje es el de Nam Na-ri, una empleada de una empresa de modas.
En 2022 obtuvo su primer papel protagonista de la serie de TVN Veinticinco, veintiuno, con el papel de Ji Seung-wan, una joven universitaria brillante y rebelde que tiene un programa en una radio pirata.

## Filmografía

### Cine
| Año  | Título | Hangul | Papel        | Notas                       | Ref.                 |
| ---- | ------ | ------ | ------------ | --------------------------- | -------------------- |
| 2024 | Pilot  | 파일럿 | Yoon Seul-gi | Debut en cine, protagonista | [ 11 ] [ 12 ] [ 13 ] |

### Series de televisión
| Año     | Título                  | Papel          | Canal | Notas                     | Ref.          |
| ------- | ----------------------- | -------------- | ----- | ------------------------- | ------------- |
| 2019    | My Fellow Citizens!     | Hwang Seung-yi | KBS2  |                           | [ 1 ]         |
| 2020    | Pasillos de hospital    | PD Song        | tvN   | Cameo (episodio 1)        | [ 3 ]         |
| 2020    | Missing: The Other Side | Jang-mi        | OCN   |                           | [ 4 ]         |
| 2020    | Kairos                  | Park Soo-jung  | MBC   |                           | [ 14 ]        |
| 2021    | Check Out the Event     | Jang Ru-ri     | MBC   |                           | [ 7 ]         |
| 2021    | Now, We Are Breaking Up | Nam Na-ri      | SBS   |                           | [ 8 ]         |
| 2022    | Veinticinco, veintiuno  | Ji Seung-wan   | tvN   | Protagonista              | [ 10 ] [ 15 ] |
| 2023    | Family                  | Shadow         | tvN   | Aparición especial, ep. 7 | [ 16 ]        |
| 2023-24 | Como flores en la arena | Oh Yoo-kyung   | ENA   | Protagonista              | [ 17 ] [ 18 ] |

### Vídeos musicales
| Año  | Título                          | Artista                        | Ref.   |
| ---- | ------------------------------- | ------------------------------ | ------ |
| 2016 | 떠나지마 («No te vayas»)        | Yang Da-il                     | [ 19 ] |
| 2016 | «Who's Got You Singing Again»   | PREP                           | [ 19 ] |
| 2017 | «Second Date»                   | Sugarbowl                      |        |
| 2017 | «Hold Me Down»                  | Dumbfoundead                   |        |
| 2017 | «Summer Go Loco»                | Loco (con Gray)                |        |
| 2017 | 눈 («Nieve»)                    | Zion.T (con Lee Moon-se)       | [ 20 ] |
| 2018 | 떠나지마요 («No te vayas»)      | Block B                        | [ 19 ] |
| 2018 | 미쳤나봐 («Debo de estar loco») | Martin Smith (con Jung Sun-ha) | [ 20 ] |
| 2021 | 탕!♡ («¡Estalla! ♡»)            | Mino                           | [ 19 ] |

## Discografía
| Año  | Título | Disco                      | Clasificación | Clasificación |
| Año  | Título | Disco                      | Gaon          | Hot           |
| ---- | ------ | -------------------------- | ------------- | ------------- |
| 2022 | «With» | Twenty-Five Twenty-One OST | 40            | 54            |

## Radio
| Año  | Programa                        | Función               | Canal       | Notas        | Ref.   |
| ---- | ------------------------------- | --------------------- | ----------- | ------------ | ------ |
| 2022 | 볼륨을 높여요 (Sube el volumen) | Pinchadiscos especial | KBS Cool FM | 16 de agosto | [ 23 ] |

## Premios y candidaturas
| Año  | Premio           | Categoría               | Papel  | Resultado | Ref.         |
| ---- | ---------------- | ----------------------- | ------ | --------- | ------------ |
| 2020 | MBC Drama Awards | Mejor actriz revelación | Kairos | Nominada  | [ 6 ] [ 24 ] |